# Kawaii (czasopismo)
Kawaii – pierwszy polski magazyn poświęcony mandze i anime. Wydawany w latach 1997–2005 oraz 2018–2020 przez wydawnictwa: Silver Shark, Future Network, Bauer i Phoenix Press.
Tytuł pisma pochodzi od nazwy polskiego klubu miłośników mangi i anime „Kawaii” (jap. 可愛い kawaii; „miły, słodki”), założonego przez Piotra Rogoża. Klub wydał dwa numery powielanego kserograficznie fanzinu. W 1997 doszło do współpracy Piotra Rogoża z Pawłem „Mr Jedi” Musiałowskim (współtwórcą magazynu „CD-Action”), który prowadził wcześniej rubrykę „Mangazyn” w „PC Shareware” i w czerwcu tego roku ukazał się pierwszy numer komercyjnego magazynu „Kawaii”, którego redaktorem naczelnym został Paweł Musiałowski.
Oprócz głównego wydania ukazały się 3 numery specjalne (poświęcone odpowiednio serii Dragon Ball, twórczości grupy Clamp i Sailor Moon) oraz 8 numerów „Kompendium Kawaii” – książkowego wydania magazynu a także płyty CD oraz kalendarz szkolny.
Magazyn był wydawany co miesiąc do numeru 18 (luty/marzec 1999), następnie stało się dwumiesięcznikiem. Paweł Musiałowski prowadził pismo do połowy roku 2003, kiedy po zmianie wydawcy (pismo zostało kupione przez Phoenix Press) odszedł i założył dwumiesięcznik „Mangazyn”. Redaktorem naczelnym został Michał Radomił Wiśniewski, dotychczasowy publicysta i felietonista „Kawaii”. Nowy wydawca zmienił profil pisma na młodzieżowy (wcześniej odbiorca docelowy nie był sprecyzowany), a częstotliwość wydawania na miesięcznik. W 2005 ukazał się magazyn „Anime+”, przygotowany przez redakcję „Kawaii” z myślą o starszym czytelniku. Niezadowalająca sprzedaż w roku 2005 sprawiła, że Phoenix Press zawiesił wydawanie „Kawaii”, a wraz z nim nowego projektu.
W lipcu 2018 roku wznowiono wydawanie magazynu „Kawaii” jako wydanie specjalne czasopisma CD-Action. Od lipca 2018 do października 2019 roku pismo wydawane było jako kwartalnik, natomiast od stycznia 2020 roku ponownie stało się dwumiesięcznikiem, natomiast w marcu zostało zamknięte.
Przeciętny nakład magazynu wynosił pomiędzy 25 000 a 40 000 egzemplarzy. Według Łukasza Reczulskego, "Czasopismo „Kawaii” wywarło gigantyczny wpływ na rozwój polskiego fandomu mangi i anime oraz w olbrzymim, choć trudnym do zmierzenia stopniu przyczyniło się do rozpowszechnienia japońskiej popkultury w [Polsce]".

## Współpracownicy i publicyści[potrzebnyprzypis]
- Żan Chimiak
- Katarzyna „Eris Rikelli” Dug
- Wojciech „Fereby” Dutka
- Paweł Dybała
- Arkadiusz „joyu” Dzierżawski
- Marcin „afwi” Łukaszewski (we współpracy z Arkadiuszem Dzierżawskim)
- Małgorzata „Serika” Gajderowicz
- Tomasz „Gato” Gawroński
- Blanka Gołębiowska
- Aleksandra „Ina The Blue Sorceress” Janusz
- Bartek Kędzierski
- Michał „Tenno” Kotrych
- Liliana Lemańczyk
- Małgorzata Musiałowska
- Ewelina „Malicia” Lasoń
- Aneta „Kitana” Lasoń
- Witold Nowakowski
- Aleksander Olszewski
- Janusz „Johann” Oziom
- Joanna Pienio
- Michał „Tori” Ptaszyński
- Agata „Mirai” Rabska
- Piotr Rogóż
- Anna Siewiera
- Dariusz Styrna
- Marcin „Misumaru Tenchi” Świętoniewski
- Karolina Szczerba
- Michał „Coach (R)” Tenerowicz
- Dominika Waśkowska
- Michał Radomił „Shinno Michio” Wiśniewski
- Rafał Zaborowski
- Jarosław Kowal
- Jarosław „Jeremy” Zachwieja